# Wladimir Wiktorowitsch Morosow
Wladimir Wiktorowitsch Morosow (russisch Влади́мир Ви́кторович Моро́зов, wiss. Transliteration Vladimir Viktorovič Morozov; * 16. Juni 1992 in Nowosibirsk) ist ein russischer Schwimmer.

## Werdegang
Wladimir Morosow trainierte von 2002 bis 2007 in der Kinder- und Jugendsportschule in Kolzowo, Oblast Nowosibirsk. 2007 ging er in die USA, wo er an der University of Southern California in Los Angeles studiert und deren Sportklub angehört.
Seit 2011 gehört er der russischen Nationalmannschaft an, für die er erstmals bei den Weltmeisterschaften 2011 in Shanghai startete. Er ist Spezialist für Freistil- und Rückenschwimmen. Hier gewann er in der Staffel eine Olympiamedaille sowie mehrere Medaillen bei Weltmeisterschaften. Über 50 m Rücken hält er den russischen Rekord.
Im Juli 2016 wurde Morosow von der FINA im Zusammenhang mit den Erkenntnissen über jahrelanges systematisches Doping in Russland von den Olympischen Sommerspielen in Rio de Janeiro ausgeschlossen.